# Janin (Cierpigórz)
Janin – przysiółek wsi Cierpigórz w Polsce, położony w województwie mazowieckim, w powiecie przasnyskim, w gminie Przasnysz
Przysiółek należy do rzymskokatolickiej parafii św. Mateusza w Zielonej.
Przysiółek wchodzi w skład sołectwa Cierpigórz.
W latach 1975–1998 przysiółek należał administracyjnie do województwa ostrołęckiego.